# Коса Јањачка
Коса Јањачка је насељено мјесто у општини Перушић, у Лици, Личко-сењска жупанија, Република Хрватска.

## Географија
Коса Јањачка се налази око 11 км сјевероисточно од Перушића.

## Историја
До територијалне реорганизације у Хрватској насеље се налазило у саставу бивше велике општине Госпић.

### Усташки злочин у Коси Јањачкој
Усташе су у Коси Јањачкој 17. јула 1941. године убиле 42 Срба.

## Становништво
Према попису из 1991. године, насеље Коса Јањачка је имала 361 становника. Према попису становништва из 2001. године, Коса Јањачка је имала 139 становника. Коса Јањачка је према попису из 2011. године имала 98 становника.
| Демографија | Демографија | Демографија |
| Година      | Становника  | Становника  |
| ----------- | ----------- | ----------- |
| 1961.       | 903         |             |
| 1971.       | 669         |             |
| 1981.       | 363         |             |
| 1991.       | 361         |             |
| 2001.       | 139         |             |
| 2011.       |             | 98          |

## Попис 1991.
На попису становништва 1991. године, насељено место Коса Јањачка је имало 361 становника, следећег националног састава:
| Попис 1991.‍ | Попис 1991.‍ | Попис 1991.‍ | Попис 1991.‍ | Попис 1991.‍ |
| ----------- | ----------- | ----------- | ----------- | ----------- |
|             |             |             |             |             |
| Хрвати      | Хрвати      |             | 354         | 98,06%      |
| Руси        | Руси        |             | 1           | 0,27%       |
| остали      | остали      |             | 6           | 1,66%       |
| укупно: 361 |             |             |             |             |